# Kitty van Vloten
Katharina (Kitty) van Vloten (Deventer, 16 juli 1867 – Amsterdam, 1 februari 1945) was een Nederlands vertaalster. Van Vloten was gehuwd met de Nederlandse dichter Albert Verwey van wie ze de literaire nalatenschap verzorgde.

## Leven en werk
Van Vloten was de dochter van letterkundige Johannes van Vloten (1818 - 1883) en Johanna Elizabeth Hendrika Christina van Gennep (1824 - 1906). Martha van Vloten en Betsy van Vloten waren haar oudere zussen. Op 6 maart 1890 trouwde van Vloten met de dichter Albert Verwey. Samen kregen ze vier dochters en drie zonen. In 1868 verhuisde het gezin van Vloten van Deventer naar Bloemendaal omdat vader van Vloten ontslagen werd als hoogleraar aan de Atheneum Illustre in de Overijsselse stad vanwege zijn onconventionele en activistische opvattingen. Van Vloten groeide op in Bloemendaal. Alle dochters van het gezin van Vloten kregen een zeer vrije opvoeding: Kitty volgde met haar zussen Martha en Betsy onderwijs op de net opgerichte MMS in Haarlem.

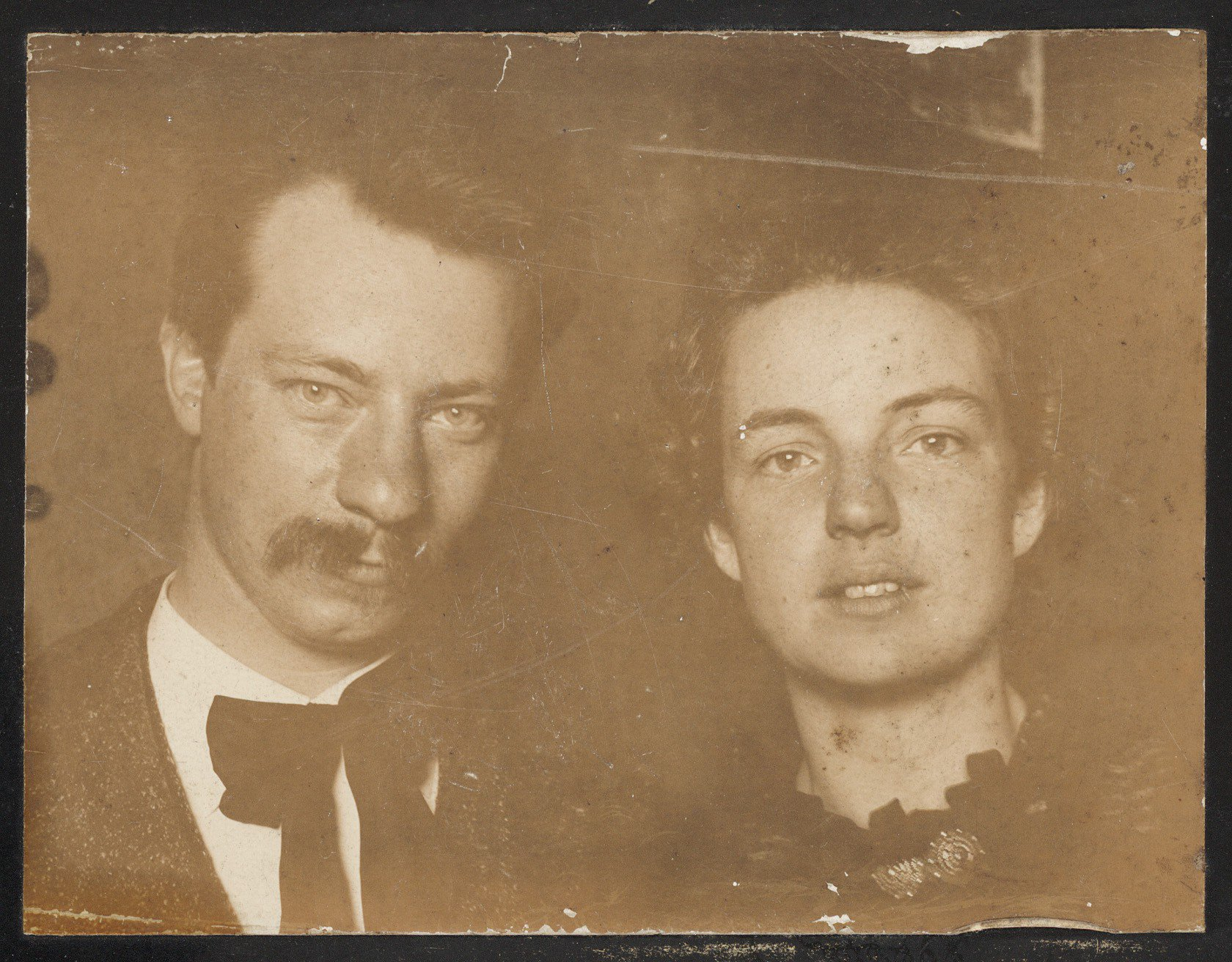
Verwey & Van Vloten
(foto door Willem Witsen, 1893)

In 1886 maakte van Vloten een lange reis door Scandinavië en Rusland waar ze o.a. Stockholm bezocht en wandeltochten door Zweden, Noorwegen en Finland maakte. Via Helsingfors, Sint-Petersburg en Berlijn reisde ze terug naar huis. In Nederland maakte van Vloten deel uit van kunstenaarskringen van Haarlem en Amsterdam: zo was ze vrienden met de Tachtigers Sam Aletrino, Chap van Deventer en Albert Verwey. Daarnaast onderhield ze vriendschappelijke relaties met schilders George Hendrik Breitner en Jacobus van Looy. In 1888 verloofde ze zich met dichter Albert Verwey. Na hun bruiloft ging het echtpaar in Villa Nova in Noordwijk wonen.
Van Vloten schreef en vertaalde veelal teksten die ten goede kwamen aan haar echtgenoot. Zo vertaalde ze in 1887 een vertaling van de novelle Mogens van de Deense auteur Jens Peter Jacobsen. Verwey publiceerde deze novelle in zijn tijdschrift De Beweging. Ook de gedichten van Jacobsen die van Vloten vertaalde werden in Verwey's dichtbundel Oorspronkelijk Dichtwerk geplaatst. Samen met haar echtgenoot vertaalde van Vloten gedichten van verschillende Zweedse en Zweeds-Finse dichters, de Oostenrijker Leopold Andrian en Johannes Linnankoski. Tegelijk trad ze op als ‘zaakwaarneemster’ van haar echtgenoot en was ze zijn muze: ze kwam op voor zijn belangen, verzorgde zijn correspondentie (ze schreef ook in zijn naam) en nam hem veel werk uit handen.
In 1930 werd van Vloten geopereerd aan borstkanker waarvan ze genas. Ze stierf op 1 februari 1945 nadat in 1944 voor de tweede keer borstkanker werd geconstateerd.

## Kitty van Vlotenstichting
Haar zoon Gerlof Verwey richtte in 1985 de Kitty van Vloten-stichting op; deze stichting is inmiddels opgeheven. De stichting had als doel ‘een breder Nederlandstalig publiek bewust te maken van de historische continuïteit in zijn politieke, sociale en culturele bestaan en van het internationale kader van dit nationale verleden’. De Kitty van Vlotenstichting wilde met prijzen, historische uitgaven en congressen het culturele leven in Nederland stimuleren.